# Hamburger Stadtmission

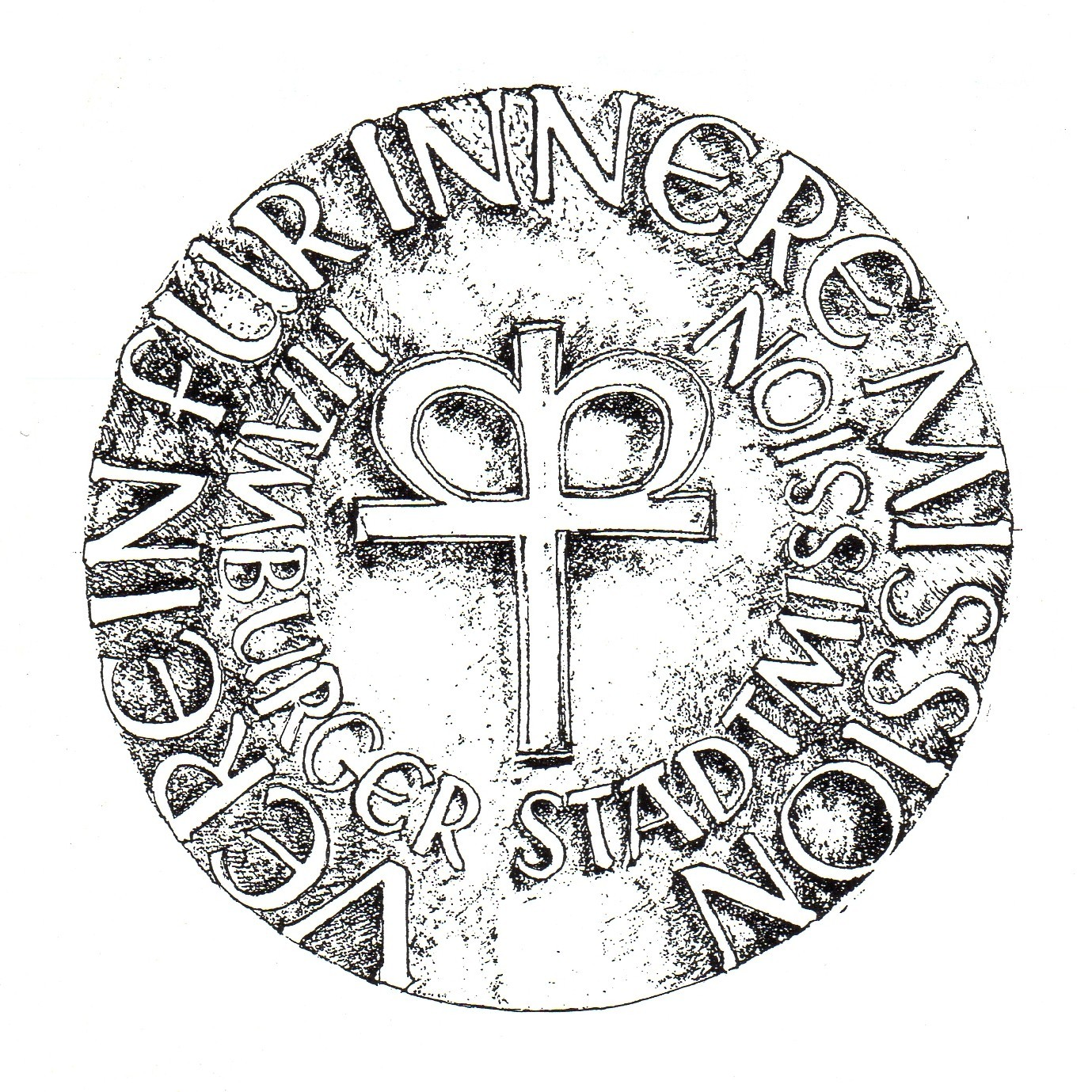
Siegel der Hamburger Stadtmission

Die Hamburger Stadtmission (der offizielle Name ist Verein für Innere Mission – Hamburger Stadtmission) wurde am 10. November 1848 von 60 Hamburger Bürgern auf Anregung von Johann Hinrich Wichern als erste deutsche Stadtmission, nach dem Vorbild der Englischen Citymissions, gegründet. Sie ist Vorläufer der kirchlichen Diakonie. Gründungsmitglieder waren u. a. der Senator Martin Hieronymus Hudtwalcker und der Advokat August Abendroth.
Die Gründungsversammlung fand im Hause der Patriotischen Gesellschaft statt. Seit 2013 verwendet die Hamburger Stadtmission in ihrer Außendarstellung den Namen hoffnungsorte hamburg, der auch in der Nennung der Angebote immer vorangestellt wird. Als Teil der Diakonie ist es das Ziel der Hamburger Stadtmission, durch konkrete Angebote Menschen aus materiellen und persönlichen Notlagen zu helfen.
Über 80 % der Mitarbeiter sind ehrenamtlich tätig. Die Hamburger Stadtmission betreibt folgende Projekte:
- Herz As (Tagesaufenthaltsstätte)
- Bahnhofsmission Hamburg
- Haus Jona (Übernachtungshaus)
- Marianne Doell-Haus (Wohnprojekt)
- Plata/sansa (Beratung/streetwork für wohnungslose EU-Bürger)
- schulhafen hamburg
- Raum der Stille
- Das Kirchencafe (geschlossen 3/2018)
- westend open.med
- Beratungsstelle Hamburg Mitte

Die Hamburger Stadtmission ist alleinige Gesellschafterin der 1927 gegründeten WICHERN Baugesellschaft.
Die Stadtmissionen in Deutschland arbeiten mit im Bundesverband der Evangelischen Stadtmissionen in Deutschland (BVSM) und der Arbeitsgemeinschaft europäischer Stadtmissionen (AGES).

## Leiter (Vorsitzende des Verwaltungsrates)
- Wilhelm Baur 1865–1872
- Jasper von Oertzen 1875–1884
- Friedrich Mahling 1892–1904
- Helmuth Schreiner 1921–1926
- Karl Witte 1926–1965 (mit Unterbrechungen)
- Carl Malsch 1965–1988
- Lutz Mohaupt
- Stephan Reimers 2008–2016
- Gabriele Schmidt-Lauber 2017–2019
- Martin Hofmann